# M46
М46 (също познат като NGC 2437) е разсеян звезден куп в съзвездието Кърма.
Открит е от френския астроном Шарл Месие през 1771 г.
В Нов общ каталог се води под номер NGC 2437.
Разстоянието до М46 e изчислено на около 5400 светлинни години.